# Klaus Moegling
Klaus Moegling (* 18. Juli 1952) ist ein deutscher Lehrer, Lehrerausbilder, Politikdidaktiker sowie Sportwissenschaftler, Autor und Hochschullehrer.

## Leben

### Studium
Klaus Moegling studierte von 1971 bis 1976 in den Fächern Leibeserziehung und Politikwissenschaften an der Justus-Liebig-Universität Gießen und schloss sein Lehramtsstudium mit dem 1. Staatsexamen und das Magisterstudium in Soziologie ab. Von 1980 bis 2001 war er als Lehrer, an der Albert-Schweitzer-Schule und Jacob-Grimm-Schule in Kassel tätig. 1984 promovierte Klaus Moegling an der Gesamthochschule Kassel zum Doktor der Wirtschafts- und Sozialwissenschaften zum Thema Sportlehrer als Kollegen – institutionelle Rahmenbedingungen sozialen Lehrens und Lernens im Sportunterricht. Klaus Moegling machte 1998 eine Habilitation an der Universität Hamburg zum Thema Gesundheit und Bewegung am Fachbereich Sportwissenschaft und 2006 eine weitere Habilitation in Politikwissenschaften an der Goethe-Universität Frankfurt.

### Wissenschaft und Lehre
Im Jahr 1999 wurde Moegling Privatdozent am Fachbereich Sportwissenschaft der Universität Hamburg. Seit 2003 lehrt er im Fachbereich Erziehungswissenschaften an der Universität Marburg und im Fachbereich Gesellschaftswissenschaften der Universität Kassel mit dem Schwerpunkt Politikdidaktik. 2005 erhielt er eine außerplanmäßige Professur an der Universität Marburg, im Jahr 2009 dann an der Universität Kassel. Sein Publikationsschwerpunkt lag im Bereich von Schulpädagogik und Politikdidaktik sowie Entwicklungspolitik und Friedenspolitik. Zuletzt war Klaus Moegling in der Lehrerbildung an der Kasseler Universität und im Studienseminar tätig. Nach Beendigung der Tätigkeit im Studienseminar und Pensionierung als Schullehrer arbeitete er bis 2021 weiter auf der außerplanmäßigen Professur sowie im Lektorat des Prolog-Verlags.

### Sport
Klaus Moegling war bis 1977 als Handballspieler in Oberliga, Regionalliga und Bundesliga aktiv. Seit 1980 besitzt er die A-Lizenz des Deutschen Handballbundes. In den 1980er Jahren begann er sich mit der chinesischen Kampf- und Meditationskunst Taijiquan auseinanderzusetzen, über die er Anfang der 90er Jahre mehrere Publikationen verfasst hat.

### Friedenpolitisches Engagement
Nach dem russischen Überfall auf die Ukraine 2022 startete Klaus Moegling den Appell für den Frieden. Er forderte hochrangige Friedensverhandlungen durch die UNO, bei denen der Zwei-plus-Vier-Vertrag zur Deutschen Einheit als Vorbild genommen werden soll.
Im Februar 2023 war Moegling unter den Erstunterzeichnern der von Sahra Wagenknecht und Alice Schwarzer initiierten Petition Manifest für Frieden an Bundeskanzler Olaf Scholz, die im Ukrainekrieg dazu aufrief, „die Eskalation der Waffenlieferungen zu stoppen“. Allerdings plädiert er für eine Unterstützung der Ukraine mit Augenmaß bei gleichzeitiger Intensivierung der Bemühungen um eine diplomatische Lösung.

## Schriften (Auswahl)
- Nachhaltiges Lernen in der politischen Bildung, VS Verlag für Sozialwissenschaften, Wiesbaden, 2001, ISBN 978-3-8100-3106-8
- Kompetenzaufbau im fächerübergreifenden Unterricht, Verlag Barbara Budrich, Leverkusen, 2010, ISBN 978-3-934575-44-8
- Politische Bildung für nachhaltige Entwicklung, Verlag Barbara Budrich, Leverkusen, 2011, ISBN 978-3-934575-66-0
- Ökonomische Bildung im Politikunterricht, Verlag Barbara Budrich, Leverkusen, 2012, ISBN 978-3-934575-65-3
- „Ich würde die Hausaufgaben abschaffen ebenso wie das Sitzenbleiben.“ 19 Interviews zu zentralen Fragen der Schulpädagogik, Verlag Barbara Budrich, Leverkusen, 2017, ISBN 978-3-934575-92-9
- Kultureller Transfer und Bildungsinnovation: Wie Schulen die nächste Generation auf die Zukunft der Globalisierung vorbereiten können, ISBN 978-3-934575-93-6, Verlag Barbara Budrich, Leverkusen, 2. erweiterte Auflage 2020
- Neuordnung: Eine friedliche und nachhaltig entwickelte Welt ist (noch) möglich – Analyse, Vision und Entwicklungsschritte aus einer holistischen Sicht, Verlag Barbara Budrich, Leverkusen, 3. erweiterte Auflage 2020, ISBN 978-3-8474-2383-6, im open access in der 6. Auflage (2025) unter https://www.klaus-moegling.de/aktuelle-auflage-neuordnung/